# Luigi Maglione
Luigi Maglione (Casoria, 2 de marzo de 1877-Casoria, 23 de agosto de 1944) fue un sacerdote italiano.  El papa Pío XII lo nombró cardenal secretario de Estado y, en esta posición, un miembro prominente de la Curia Romana.

## Primeros años
Estudió en la Almo Collegio Capranica   y en la Pontificia Universidad Gregoriana, donde obtuvo sus doctorados en filosofía y teología. Fue ordenado sacerdote el 25 de julio de 1901.

## Secretaría de Estado
Después de su elección como Pío XII, Pacelli lo nombró como su sucesor en la Secretaría de Estado. Maglione no ejerció una fuerte influencia como su predecesor, que ya papa continuó su estrecha relación con los monseñores Giovanni Battista Montini y Tardini. Después de la muerte de Maglione en 1944, Pío XII mantuvo el cargo vacante, dejando a Tardini en los asuntos exteriores de la secretaría de Estado, y a Montini en los internos. 
Murió en su ciudad natal el 23 de agosto de 1944, siendo enterrado en su iglesia.